# Internazionale (magazine)
Ne pas confondre avec Internazionale, un club milanais de football.
Internazionale est un magazine hebdomadaire italien d'information internationale fondé en 1993. Il paraît chaque vendredi. Son rédacteur en chef est Giovanni De Mauro, fils du linguiste Tullio De Mauro.
Internazionale s'inspire du journal français Courrier international et reprend les grandes lignes de l'actualité internationale à travers la traduction en italien d'articles de grands journaux mondiaux (Le Monde, The Guardian, The Economist...). La rédaction se trouve à Rome.